# Llenguatge de transferència de registres

Fig.1 Flip-flop o biestable

Llenguatge de transferència de registres (RTL en anglès) és una notació simbòlica emprada per a descriure les transferències entre registres. Un registre és un grup de flip-flops o biestables (Fig.1). Un registre d'n bits consisteix d'un grup d'n flip-flops o biestables capaços d'emmagatzemar n bits d'informació binària.

## Tipus d'operacions
En podem destacar :
- Operacions de transferència simple.
- Operacions aritmètiques.
- Operacions lògiques.
- Operacions de desplaçament.

| Notació | Descripció                        |
| ------- | --------------------------------- |
| ←       | Indica transferència de registres |
| Lletra  | Indica el nom del registre        |
| coma    | Indica operacions simultànies     |

Exemples:
| Operació            | Descripció                                |
| ------------------- | ----------------------------------------- |
| R3← R1+R2           | Addició de R1 i R2 i el resulatat va a R3 |
| R3← R1-R2(R1+R2'+1) | Subtracció                                |
| R2← R2              | Complement                                |
| R2← R2              | Negació                                   |
| R1← R1+1            | Increment                                 |
| R1← R1-1            | Decrement                                 |
| R3← R1 OR R2        | Lògica OR                                 |
| R3← R1 AND R2       | Lògica AND                                |
| R3← R1 XOR R2       | Lògica XOR                                |